# Université de Haute-Alsace
L'université de Haute-Alsace (UHA) est une université française, associée à l'université de Strasbourg depuis le 1er janvier 2013 et étant autonome. Les cinq campus sont situés à Mulhouse et à Colmar.

## Historique
Un décret du 8 octobre 1975 fixe la création de « l'université du Haut-Rhin ». Cependant, son histoire a démarré bien avant avec la création en 1822 de l'école de chimie et, en 1861, de celle de l'école de textile. Ces deux écoles sont associées au passé industriel de Mulhouse, aux indiennes, à la chimie des colorants.
Les conseils d'administration des universités de Strasbourg et de Haute-Alsace ont validé l'association de cette dernière à l'université de Strasbourg au 1er janvier 2013.
Au courant de l’année 2013, un contrat de site a été signé entre l‘UHA, l’Unistra, la Bibliothèque nationale et universitaire et l’INSA de Strasbourg pour réunir ces différentes institutions. L'École nationale du génie de l'eau et de l'environnement de Strasbourg, l'École nationale supérieure d'architecture de Strasbourg et la Haute école des arts du Rhin ont également rejoint ce regroupement qui est désigné sous l'identité « Université de Strasbourg », chaque établissement membre de l'association restant autonome et conservant sa propre identité.

### Présidents de l'université de Haute-Alsace
| Identité                                     | Période | Période  | Durée |
| Identité                                     | Début   | Fin      | Durée |
| -------------------------------------------- | ------- | -------- | ----- |
| Jean-Baptiste Donnet (1923 - 2014)           | 1977    | 1982     | 5 ans |
| Alain Jaeglé (d) (né en 1928)                | 1982    | 1987     | 5 ans |
| Gérard Binder (d) (né en 1946)               | 1987    | 1992     | 5 ans |
| Gilles Prado (né en 1947)                    | 1992    | 1997     | 5 ans |
| Gérard Binder (d) (né en 1946)               | 1997    | 2002     | 5 ans |
| Guy Schultz (d) (né en 1946)                 | 2002    | 2007     | 5 ans |
| Alain Brillard (d)                           | 2007    | 2012     | 5 ans |
| Christine Gangloff-Ziegler (d) (née en 1958) | 2012    | 2020     | 8 ans |
| Pierre-Alain Muller (d) (né en 1963)         | 2021    | En cours | 4 ans |

## Campus
L'Université de Haute-Alsace est présente sur deux villes : Mulhouse et Colmar. Elle compte :
- 2 IUT, l'un à Colmar et l'autre à Mulhouse,
- 2 écoles d'ingénieurs : l'ENSCMu et l'ENSISA, à Mulhouse,

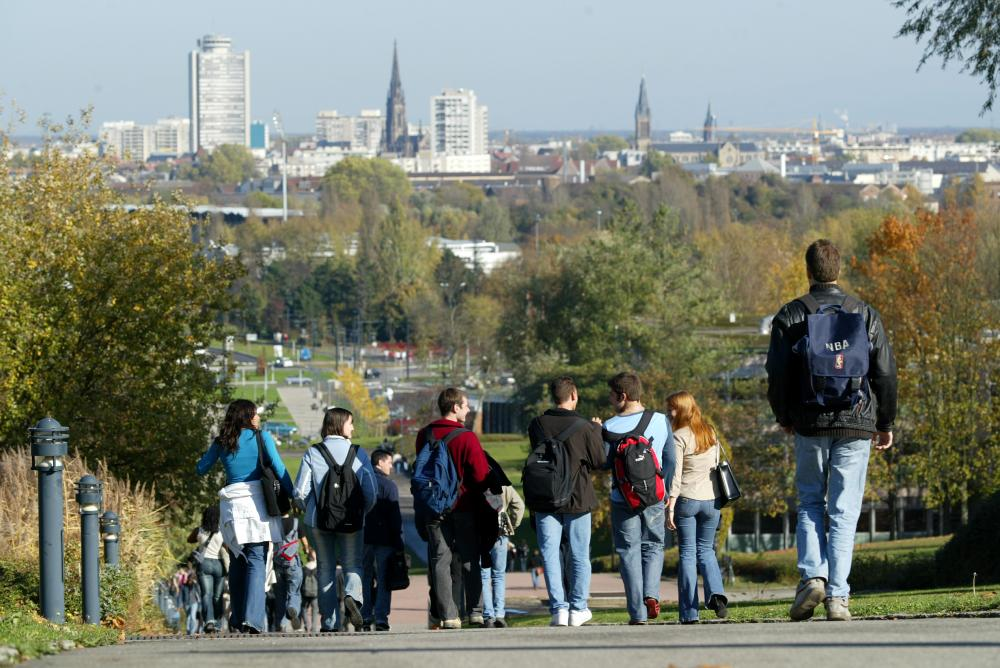
Mulhouse vue depuis l'allée centrale du campus de l'Illberg.

- 4 facultés : la FLSH, la FSESJ (aussi appelée la Fonderie) et la FST à Mulhouse ainsi que la FMA à Colmar.

### Campus Illberg - Mulhouse
Le Campus Illberg est situé tout en hauteur sur le flanc d'une colline appelée Illberg ce qui signifie en allemand montagne de l'Ill. L'Ill est la rivière qui traverse toute la région et qui a donné son nom à l'Alsace, en alémanique Elsass qui signifie approximativement Pays de l'Ill. Il est situé dans le quartier Haut-Poirier. Historiquement, c'est le premier campus à avoir vu le jour à Mulhouse, et c'est également le plus étendu.
Il abrite la Maison de l'Université, siège de l'université de Haute-Alsace, ainsi que l'ENSISA, l'ENSCMu, la FST et la FLSH. Un restaurant universitaire, un gymnase universitaire, la Maison de l'Étudiant (siège des services aux étudiants) ainsi que le Learning Center viennent compléter ce campus vert.

### Campus Collines - Mulhouse
Le Campus Collines abrite l'IUT de Mulhouse avec des formations de niveau BUT (Bac+3) et Licence Professionnelle (Bac+3), accessibles pour certaines en apprentissage.

### Campus Fonderie - Mulhouse
La Fonderie est un ancien quartier industriel de Mulhouse, situé à l'ouest de la gare centrale et du centre-ville. Il doit son nom à l'implantation, à partir de 1826, d'un important site de constructions mécaniques par l'industriel André Koechlin, créateur de la société André Koechlin & Cie (ancêtre de la SACM et d'Alstom) jusqu'à la fin des années 1960.
Le bâtiment principal surnommé la cathédrale a été réhabilité et aménagé pour accueillir la Faculté des Sciences Économiques, Sociales et Juridiques (FSESJ). Cette réhabilitation s'est accompagnée d'une mutation de tout le quartier avec la construction de nombreux logements. Il a accueilli les premiers étudiants à la rentrée 2007 et a été officiellement inauguré par Nicolas Sarkozy et Valérie Pécresse le 6 septembre 2007.

### Campus Grillenbreit - Colmar
Le Campus Grillenbreit est situé à Colmar sur l'ancien site de l'usine Berglass-Kiener. Il accueille 2 composantes, la Faculté de Marketing et d'Agrosciences (FMA) et l'IUT de Colmar, un IUT qui propose des formations en alternance. Il offre également une bibliothèque universitaire et un restaurant universitaire ouverts à tous.

#### IUT de Colmar
Il propose des formations dans les domaines suivants :
- Carrières juridiques,
- Techniques de commercialisation,
- Hygiène, sécurité, environnement,
- Génie biologique,
- Réseaux et télécommunications,
- Métiers de la Transition et de l'Efficacité Énergétiques (ex-Génie Thermique et Énergie).

### Campus Biopôle - Colmar
Le Campus Biopôle est situé sur le pôle d'excellence en agronomie et viticulture Adrien-Zeller. Il accueille la Faculté de Marketing et d'Agrosciences (FMA) avec le pôle agronomie et le département Génie Biologique, option agronomie, de l'IUT de Colmar.

## Structure

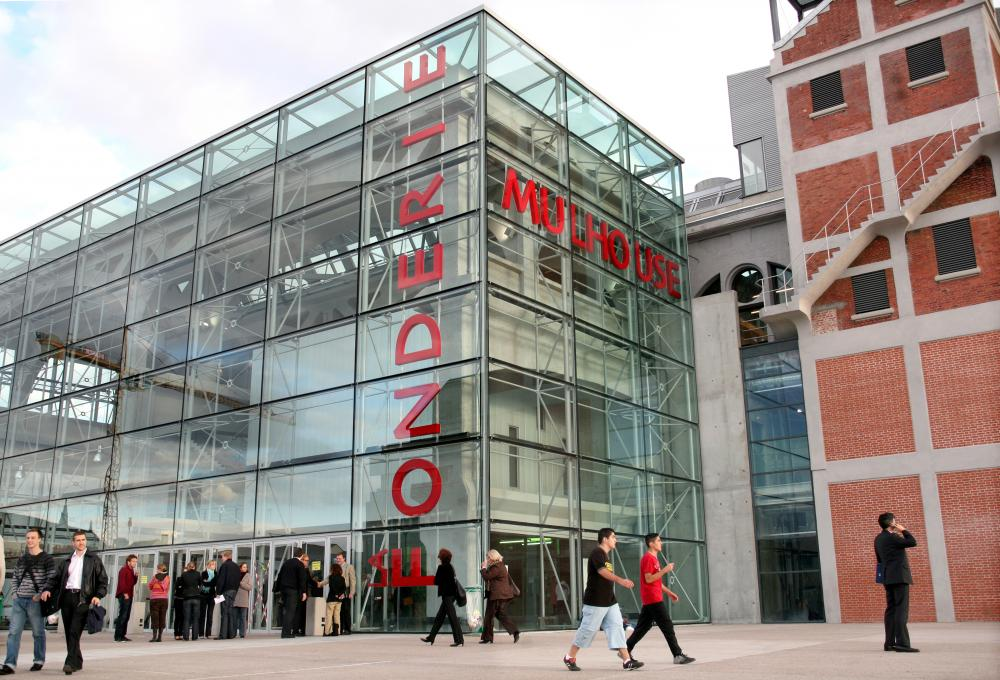
Campus de La Fonderie.

Conformément au code de l'éducation qui fixe l’organisation légale des universités publiques en France, l'Université de Haute-Alsace rassemble huit composantes : quatre facultés, deux écoles d'ingénieurs et deux instituts universitaires de technologie. D’autres services n’offrent pas de formations mais concourent à l’activité de l’université et disposent de statuts variés, ils peuvent avoir une visibilité extérieure assez importante en raison de leurs activités.
Le Centre de Formation des Apprentis Universitaires (CFAU), devenu Centre de formation d'apprentis universitaire d'Alsace est un centre de formation sans mur. C'est le premier CFA universitaire de France. Il a été créé en 1990 par l'Université de Haute-Alsace (Mulhouse/Colmar). Il gère actuellement toutes les formations universitaires d'Alsace, y compris celles de l'Université de Strasbourg bien qu'il soit toujours rattaché à l'UHA. Le Service d'Enseignement et de Recherche en Formation pour Adultes (SERFA),
Le Learning Center, ouvert au 1er septembre 2020, composé de plusieurs bibliothèques universitaires (destinées principalement aux étudiants et chercheurs des campus de Mulhouse et Colmar), d'un centre de certifications numériques et en langues ou encore d'un pôle de pédagogie universitaire. L'ensemble des ressources disponibles peut être consulté sur le portail documentaire.Un flux RSS permet d'être informé de la mise en ligne progressive des thèses et mémoires produits à l'UHA.
L'Université compte quatre facultés :
1. la Faculté des lettres, langues et sciences humaines (FLSH), à Mulhouse,
2. la Faculté des sciences et techniques (FST), à Mulhouse,
3. la Faculté des sciences économiques, sociales et juridiques de Mulhouse (FSESJ), à Mulhouse,
4. la Faculté de marketing et d'agrosciences (FMA), à Colmar.

L'UHA compte deux Institut universitaire de technologie (IUT) et deux écoles d'ingénieurs :
1. l'École nationale supérieure de chimie de Mulhouse (ENSCMu),
2. l'École nationale supérieure d'ingénieurs Sud-Alsace (ENSISA),
3. l'IUT de Mulhouse,
4. l'IUT de Colmar.

### Formation

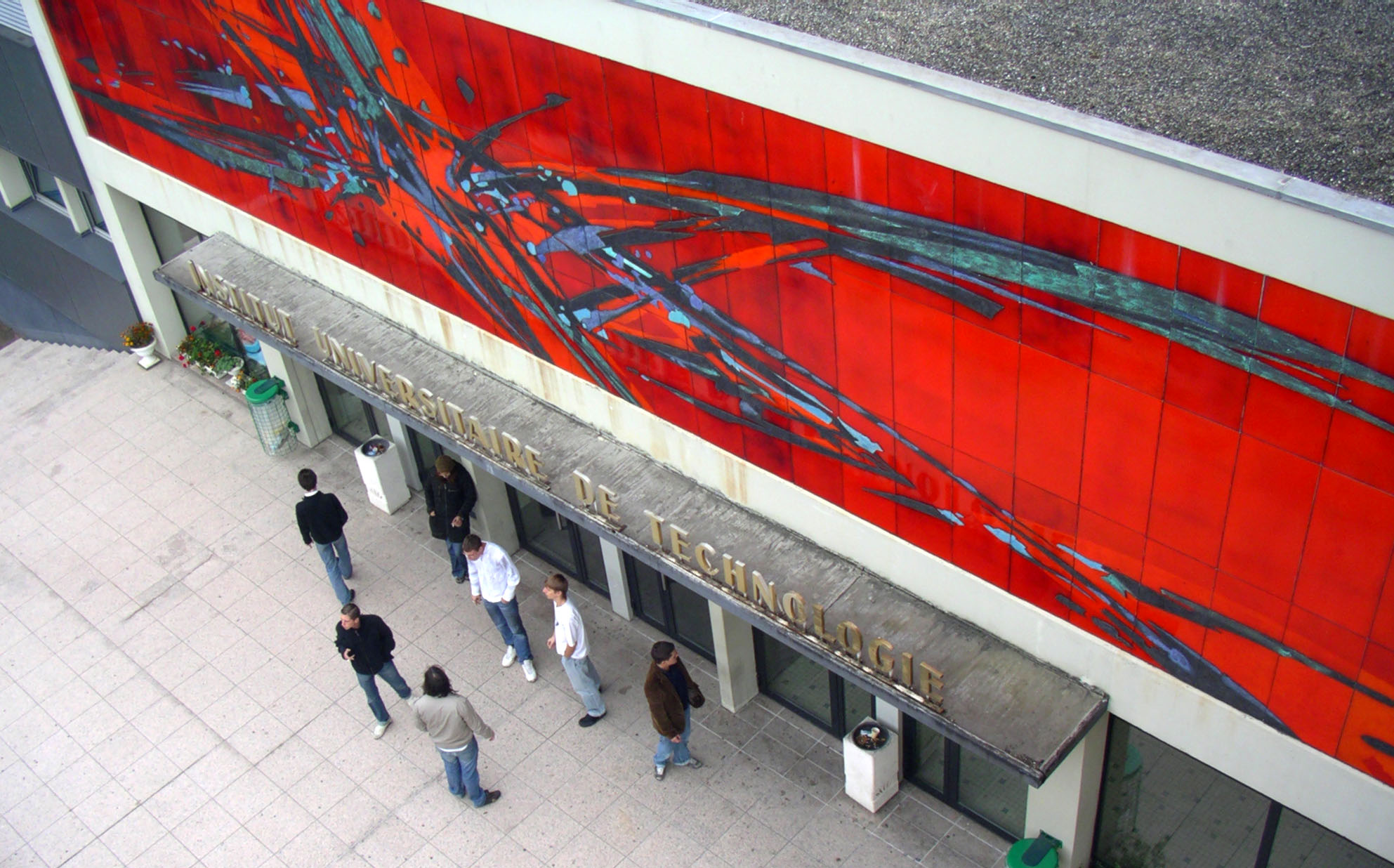
IUT de Mulhouse.

L'Université de Haute-Alsace est connue pour être le précurseur de la formation par apprentissage à l'université. C'est en effet l'UHA qui a créé le premier centre de formation d'apprentis universitaire (CFAU) de France en 1990. Elle a également pour composante l'ENSCMu qui est la première école de chimie à avoir vu le jour en France en 1822.
En janvier 2009, l'Agence d'évaluation de la recherche et de l'enseignement supérieur cite comme principal point fort de l'UHA « ses formations professionnalisantes de qualité » et son « taux d’insertion ».
Les diplômes délivrés vont du BUT au doctorat, en passant par la licence, la licence professionnelle, le master et le diplôme d'ingénieurs. L'UHA propose aussi des formations aux métiers de l'enseignement, des cycles préparatoires, des DU, DE et D2E ainsi que des certifications (langues, informatique, etc.).
L'Université a développé un certain nombre de cursus bi ou trinationaux, par exemple dans le domaine des systèmes d'information et de communication (Allemagne, France, Suisse).

### Recherche
L'UHA compte 13 laboratoires de recherche sur ses campus ainsi que 3 antennes de recherche. Ses laboratoires de recherche sont structurés en trois pôles :
- chimie, physique, matériaux et environnement
- sciences pour l'ingénieur
- sciences humaines et sociales

## Vie étudiante
L'établissement a mis en place un Bureau de la vie étudiante qui a pour mission d'être l'interface entre les étudiants et l'administration de l'UHA afin de répondre au mieux aux sollicitations des étudiants.

### Évolution démographique
Évolution démographique de la population universitaire
| 2000  | 2001  | 2002  | 2003  | 2004  | 2005  | 2006  | 2007  |
| ----- | ----- | ----- | ----- | ----- | ----- | ----- | ----- |
| 7 552 | 7 564 | 7 774 | 7 826 | 7 777 | 7 531 | 7 502 | 7 618 |

| 2008  | 2009  | 2010  | 2011  | 2013  | 2014  | 2015  | 2016  |
| ----- | ----- | ----- | ----- | ----- | ----- | ----- | ----- |
| 7 621 | 7 861 | 7 974 | 7 754 | 7 539 | 7 464 | 7 730 | 8 112 |

| 2017  | 2018  | 2019   | 2020   | 2021   | - | - | - |
| ----- | ----- | ------ | ------ | ------ | - | - | - |
| 8 353 | 9 694 | 10 366 | 10 540 | 10 555 | - | - | - |